# Mozabiter
Mozabiter (mozabiʹter), även kallade Mʾzabite, Mʾzab och Beni Mʾzab, är en muslimsk kharijitisk sekt tillhörande berberfolket. De lever i M'Zab i centrala Algeriet. År 1993 hade de cirka 120 000 anhängare.
Folket har bevarat de gamla idealen från islam och religions pietistisk-demokratiska inställning. Då det saknats möjligheter till försörjning i Mʹzab har männen tillfälligt migrerat till kuststäderna, där de sysselsatt sig med handel och penningutlåning. Kvinnorna får inte migrera och deras sociala ställning är därför jämförelsevis hög och respekterad. Mozabiterna menar att de är de enda "sanna muslimerna" medan andra menar att deras tro strider mot etablerad trosuppfattning (se kättare). De har egna moskéer och deras heliga stad är Beni Isguen (även kallad ’kvinnornas stad’). Det har gjorts försök från Mozabiterna att närma sig sunnitiska reformister under 1900-talet.